# اولدوی
اولدوی (روسی: Ольдой) یک شهرک در استان آمور روسیه است.